# 井上佳子
井上佳子（日语：／ Inoue Yoshiko，1988年4月26日—），日本女子摔跤运动员。她曾代表日本参加伊斯坦布尔举行的2011年世界摔跤锦标赛，获得女子自由式67公斤级铜牌。